# Roteiro Pra Aïnouz, Vol. 2
Roteiro Pra Aïnouz, Vol. 2 é o segundo álbum de estúdio do rapper brasileiro Don L, lançado no dia 26 de novembro de 2021 de forma independente, o álbum teve uma grande repercussão e grande aceitação no cenário do hip hop nacional.

## Lançamento
O álbum que conta com 17 faixas, participações de rappers como Djonga, Rael e Tasha & Tracie, é o segundo da trilogia inversa. 
A temática do álbum versa sobre uma hipotética revolução socialista brasileira, sendo isso, facilmente, perceptível pelas menções a movimentos revolucionários e de resistência ao redor do mundo e no Brasil, como Canudos, e, também, nas menções a históricos revolucionários comunistas, como Assata Shakur, Thomas Sankara, Vladimir Lenin, Carlos Marighella, Mao Tsé-Tung, entre outros, passando pelo vocabulário utilizado no álbum e pelas imagens nos visualizers das músicas no YouTube.
Em entrevista ao Diario de Pernambuco, Don L deixa claro que  o conceito do álbum serve, também, a uma luta pelo passado:
```
"O anticomunismo, uma das forças mais violentas de nosso tempo, vem acompanhado pelo falseamento da história. A luta por ela precisa ser uma das principais. É preciso fazer o resgate de figuras históricas que são nossos heróis pela forma como eles são: revolucionários. Ou, daqui a pouco, eles estarão em propagandas de multinacionais, porque o anticomunismo quando não consegue apagá-los ou demonizá-los, os coopta. Hoje, por exemplo, vejo as pessoas tentando pintar o Marighella como um defensor da democracia burguesa, mas ele é um revolucionário comunista que deu a vida por isso, então temos que respeitar a luta dele."
```

O nome do álbum faz referência ao diretor de cinema, roteirista, e artista visual brasileiro, mais conhecido pelos filmes Madame Satã, O Céu de Suely, Praia do Futuro e A Vida Invisível, Karim Aïnouz.

## Faixas
| Edição Padrão |                                                                               |                        |                                                 |         |  |
| N.º           | Título                                                                        | Compositor(es)         | Produtor(es)                                    | Duração |  |
| 1.            | "(interlúdio 1)"                                                              | -                      | Don L e Nave                                    | 0:29    |  |
| 2.            | "vila rica (com Mateus Fazeno Rock)"                                          | Don L                  | Don L e Nave                                    | 4:01    |  |
| 3.            | "a todo vapor"                                                                | Don L                  | Don L, Nave e Gp                                | 4:26    |  |
| 4.            | "pânico de nada"                                                              | Don L                  | Don L e Nave                                    | 2:43    |  |
| 5.            | "enquanto recomeça"                                                           | Don L                  | Don L, Nave e 808 Luke                          | 3:07    |  |
| 6.            | "primavera (com Rael e Giovani Cidreira)"                                     | Don L                  | Don L, Nave, Bruno Britto, Daniel Ganjaman e Gp | 4:09    |  |
| 7.            | "pela boca (com Fabriccio)"                                                   | Don L                  | Don L e Nave                                    | 3:50    |  |
| 8.            | "volta da vitória/citação: us mano e as mina (xis)"                           | Don L                  | Don L e Nave                                    | 3:36    |  |
| 9.            | "favela venceu/citação: Rap das Armas (MC Junior / MC Leonardo) (com Djonga)" | Don L                  | Don L e Nave                                    | 2:50    |  |
| 10.           | "(interlúdio 2)"                                                              | -                      | Don L e Nave                                    | 0:10    |  |
| 11.           | "auri sacra fames (com Tasha & Tracie)"                                       | Don L e Tasha & Tracie | Don L e Nave                                    | 4:27    |  |
| 12.           | "bingo"                                                                       | Don L                  | Don L, Lorentz e WillsBife                      | 2:45    |  |
| 13.           | "(interlúdio 3)"                                                              | -                      | Don L e Nave                                    | 0:13    |  |
| 14.           | "contigo pro que for (com Alt Niss e Terra Preta)"                            | Don L                  | Don L, Nave e Gp                                | 4:28    |  |
| 15.           | "élewood (com Luiza de Alexandre)"                                            | Don L                  | Don L, Nave e Deryck Cabrera                    | 4:07    |  |
| 16.           | "(interlúdio 4)"                                                              | -                      | Don L e Nave                                    | 0:38    |  |
| 17.           | "trilha para uma nova"                                                        | Don L                  | Don L, Nave e Mahmundi                          | 3:06    |  |